# Berkheya debilis
Berkheya debilis là một loài thực vật có hoa trong họ Cúc. Loài này được MacOwan mô tả khoa học đầu tiên năm 1890.